# Goruša
Goruša är en ort i Bosnien och Hercegovina.   Den ligger i entiteten Federationen Bosnien och Hercegovina, i den centrala delen av landet, 70 km väster om huvudstaden Sarajevo. Goruša ligger 671 meter över havet och antalet invånare är 144.
Terrängen runt Goruša är huvudsakligen kuperad, men åt nordväst är den platt.Närmaste större samhälle är Bugojno, 5,5 km nordväst om Goruša.
Omgivningarna runt Goruša är en mosaik av jordbruksmark och naturlig växtlighet. Runt Goruša är det ganska tätbefolkat, med 93 invånare per kvadratkilometer.